# Club Voleibol Logroño
El Club Voleibol Logroño fou un club de voleibol de La Rioja. Fundat l'any 2004 com Club Voleibol Murillo per haver-se fundat al municipi de Murillo de Río Leza, el 2015 es traslladà a Logronyo per tal d'evitar la desaparició i adoptà el seu darrer nom. Fou patrocinat per diverses empreses per tal de competir a la Superlliga femenina i en competiciones europees, com per exemple NarturHouse (2015-17) o Minis de Arluy (2017-20). Durant el període 2013-20, l'entitat riojana aconseguí divuit títols estatals dels vint disputats, que el convertiren com el club dominador del voleibol femení a l'Estat espanyol durant la dècada del 2010. El juny de 2020 desaparesquè per problemes econònmiques, tanmateix, el seu fundador i president, Carlos Arriata, denuncià en roda de premsa que no havien rebut cap suport econòmic tant de les administracions públiques de la Rioja com de la Federació Espanyola de Voleibol.